# ホアン・オリベ
- ジュアン・オリベー
- フアン・オリベ

ホアン・オリベ・マルケス（Joan Olivé Marquez, 1984年11月22日 - ) は、スペイン・カタルーニャ州タラゴナ出身のオートバイレーサー。

## 経歴

### キャリア初期
7歳のときにポケバイレースを始める。その後スクーターレースやエンデューロで活躍した後ロードレースに転向。2000年にはスペイン国内ロードレース選手権(CEV)125ccクラスでチームメイトのラウール・ハラ、ダニ・ペドロサらを抑えてチャンピオンを獲得した。

### ロードレース世界選手権

#### 125ccクラスデビュー
2001年、オリベはスペイン国内選手権時代から指導を受けてきたアルベルト・プーチ率いるテレフォニカ・モビスター・ジュニア・ホンダチームからロードレース世界選手権125ccクラスにデビューを果たした。チームメイトは前年共にスペイン選手権を戦ったダニ・ペドロサと、GPフル参戦2年目のトニ・エリアスだった。オリベのベストリザルトは第6戦カタルニアGPでの8位に留まりシリーズランキングは19位、対するペドロサは2度表彰台に立ちシリーズ8位に入り、スペイン選手権時代とは立場が逆転してしまった形となった。
2年目の2002年シーズン、オリベは第7戦ダッチTTで初表彰台(3位)を獲得しシリーズランキング12位を記録した。ペドロサは3勝でシリーズ3位だった。

#### 250ccクラスへ
2003年、オリベはホルヘ・マルチネス率いるアスパー・ジュニア・チームから250ccクラスにステップアップを果たした。エクトル・ファウベルをチームメイトにカスタマー仕様のアプリリアを駆り、クラス1年目はシリーズ12位、2年目の2004年はカンペテーラ・レーシングに移籍したが、ワークスマシン勢に歯が立たずシリーズ19位と苦戦した。

#### 再び125ccクラスへ
2005年シーズンからは125ccクラスに戻り、イタリアのNocable.itチームからマルコ・シモンチェリをチームメイトに参戦。イタリアGPで3位表彰台に立ってシリーズランキングは14位。翌2006年にはスペインのSSMレーシングに移籍しシリーズ10位、チームに冠スポンサーが就き「ポラリス・ワールド」と改名になった2007年はトルコGPとオーストラリアGPで2位表彰台に立ちシリーズ8位と成績を伸ばしていった。
2008年はデルビのファクトリーチームに移籍し、初めてワークスマシンのRSA125を駆ることになった。ナイトレースの開幕戦カタールGPでの2位を皮切りに4度表彰台に立ち、これまでで自己ベストとなるシリーズランキング7位を記録した。翌2009年もチームに残留したが、表彰台は第9戦ドイツGPでの3位一度に留まり、シリーズ9位と若干成績を落としてしまった。

#### Moto2クラスへ
2010年シーズンは俳優のアントニオ・バンデラスがチーム運営に関わるジャック&ジョーンズチームからプロモハリス製のシャシーを駆って、新しく始まったMoto2クラスに参戦した。しかしオリベは新しいマシンへの順応に苦しみ、トレーニングのやり過ぎから前腕に痛みを抱えて第4戦イタリアGPを欠場するなど苦難が続き、結局1ポイントも獲得できないままシーズンを終えることとなった。

## ロードレース世界選手権 戦績
| シーズン | クラス | バイク           | 出走 | 優勝 | 表彰台 | PP | ポイント | シリーズ順位 |
| -------- | ------ | ---------------- | ---- | ---- | ------ | -- | -------- | ------------ |
| 2001年   | 125cc  | ホンダ           | 16   | 0    | 0      | 0  | 34       | 19位         |
| 2002年   | 125cc  | ホンダ           | 16   | 0    | 1      | 0  | 76       | 12位         |
| 2003年   | 250cc  | アプリリア       | 16   | 0    | 0      | 0  | 38       | 12位         |
| 2004年   | 250cc  | アプリリア       | 16   | 0    | 0      | 0  | 27       | 19位         |
| 2005年   | 125cc  | アプリリア       | 16   | 0    | 1      | 0  | 60       | 14位         |
| 2006年   | 125cc  | アプリリア       | 16   | 0    | 0      | 0  | 85       | 10位         |
| 2007年   | 125cc  | アプリリア       | 17   | 0    | 2      | 0  | 131      | 8位          |
| 2008年   | 125cc  | デルビ           | 17   | 0    | 4      | 0  | 142      | 7位          |
| 2009年   | 125cc  | デルビ           | 16   | 0    | 1      | 0  | 91       | 9位          |
| 2010年   | Moto2  | プロモハリス FTR | 15   | 0    | 0      | 0  | 0        | -            |
| 合計     |        |                  | 161  | 0    | 9      | 0  | 684      |              |